# BSG80 - Galactica Discovers Earth (3)
De aflevering Galactica Discovers Earth (3) is de derde aflevering van de Galactica 1980-serie.

## Rolverdeling

### Hoofdrollen
- Commander Adama - Lorne Greene
- Boomer - Herbert Jefferson, Jr.
- Kapitein Troy - Kent McCord
- Luitenant Dillon - Barry Van Dyke
- Jamie Hamilton - Robyn Douglass
- Dokter Zee - Robbie Rist

### Gastrollen
- Xavier - Richard Lynch
- Professor Mortinson - Robert Reed
- Generaal Wilhelm Yodel - Curt Lowens (een samentrekking van de historische Duitse generaals Alfred Jodl en Wilhelm Keitel)
- Sheriff - Ted Gehring

## Synopsis
Dokter Xavier ontsnapt uit nazi-Duitsland en weet terug te keren naar de aarde in 1980. Zijn Viper en die van Troy en Dillon worden door een boer gevonden en door het Amerikaanse leger afgevoerd naar een luchtmachtbasis. Met de hulp van een jongetje krijgen ze hun toestellen weer terug. Xavier ontsnapt echter en verdwijnt spoorloos terug in de tijd.